# Mlada
Mlada Přemyslovna, také Milada, řeholním jménem Marie (930/935 – 9. února 994?) byla mladší dcera knížete Boleslava I. a jeho choti, pravděpodobně Biagoty, česká princezna a první abatyše nejstaršího českého kláštera sv. Jiří na Pražském hradě.

## Život
O Mladě píše Kosmas jako o dámě, která byla „v svatém písmu vzdělaná, křesťanskému náboženství oddaná a veškerou poctivostí mravů ozdobená“. Na rozdíl od starší sestry Doubravky, která se stala manželkou nejstaršího doloženého polského knížete Měška I., byla předurčena pro církevní kariéru. Na svou dobu měla výjimečné latinské vzdělání, podle pozdějších autorů hagiografie studovala v Řezně, což je vzhledem k politickým vazbám Přemyslovců pravděpodobnější než např. Salcburk. Mlada se měla vydat do Říma na křesťansko-diplomatickou cestu. Cesta se snad uskutečnila v letech 974–976 za vlády jejího bratra Boleslava II., u papeže absolvovala obláčku, tedy přijetí do řádu oblečením řeholního oděvu, podle některých zdrojů od papeže přijala také insignii – hůl abatyše. Podle jiných autorů se abatyší stala až na Pražském hradě v nově založeném klášteře benediktinek u starší baziliky sv. Jiří, kde přijala jméno Maria a hodnost s berlou jí udělil pražský biskup.
Podle jiných předpokladů byla na cestu vyslána už za vlády svého otce († 967 či 972) a cesta souvisela především se snahou dosáhnout církevního osamostatnění Čech zřízením biskupství v Praze od papeže Jana XIII. Cesta pak bývá datována do let 965–967, případně se předpokládá návrat Mlady až po otcově smrti roku 973, tedy že k založení biskupství toho roku došlo přímo v souvislosti s návratem její římské mise. Nověji se založení kláštera datuje až do roku 976, případně i 973 nebo 974 (v tom případě ji ustanovil v úřadu pražský biskup). Zemřela 9. února po roce 983, (podle pozdější tradice 9. února 994).

## Hrob
Podle archeologického průzkumu Ivana Borkovského je to hrob č. 102 v apsidě kaple Panny Marie, vybudované na místě starší dřevěné kaple v konventu po požáru z roku 1142 za abatyše Berty (1145–1151) nebo za abatyše Anežky (1200–1228), sestry Přemysla Otakara I, kaple byla později zasvěcena sv. Anně. Hrob má kamennou substrukci oltáře, což by podle Petra Kubína mohlo svědčit pro středověký kult Mlady jako světice. V hrobě však byla nalezena kostra šestnácti- až osmnáctileté dívky, jejíž kosti podle paleoantropologa Emanuela Vlčka pro přemyslovský původ nesvědčí, stejně tak věk Mlady musel být nejméně třicet let. Pro Mladin kult nesvědčí ani žádné svatojiřské kalendárium. Jedině kronikář Jan Marignola ve 2. polovině 14. století přirovnává svatou Ludmilu a „sličnou pannu Mladu“ k zářícím hvězdám ranní a večerní. O Mladě tvrdí, že byla zakladatelkou „prvního pražského katedrálního kostela“.

## Úcta
- Svátek se slaví 8. února.
- Ve středověku byla připomínána jen v nekrologiích Svatojiřského kláštera, stejně jako ostatní abatyše. Jako světice uctívána nebyla.[4]
- V době barokní roku 1673 začala být Mlada uctívána jako česká spolupatronka; její tělo bylo vyzdviženo z hrobu, hlava ozdobena a vystavena na oltáři jako relikvie, Mlada byla prohlášena za blahoslavenou, a ctěna také v jiných českých benediktinských klášterech. Roku 1770 byla její lebka oficiálně korunována.[5]. Ke svatořečení však nedošlo.

## Genealogie
| Vratislav I. nar .ok. 888 zm. 13. února 921 | Vratislav I. nar .ok. 888 zm. 13. února 921 |                                      |                                      | Drahomíra ze Stodor zm. po 935 | Drahomíra ze Stodor zm. po 935 |  |  | ? | ? |          |          | ? | ? |
|                                             |                                             |                                      |                                      |                                |                                |  |  |   |   |          |          |   |   |
|                                             |                                             |                                      |                                      |                                |                                |  |  |   |   |          |          |   |   |
|                                             |                                             | Boleslav I. nar. asi 915 zm. 967/972 | Boleslav I. nar. asi 915 zm. 967/972 |                                |                                |  |  |   |   | Biagota? | Biagota? |   |   |
|                                             |                                             |                                      |                                      |                                |                                |  |  |   |   |          |          |   |   |
|                                             |                                             |                                      |                                      |                                |                                |  |  |   |   |          |          |   |   |
|                                             |                                             |                                      |                                      |                                |                                |  |  |   |   |          |          |   |   |

|                                                                        |  |
| Mlada (či Milada, řeholním jménem Marie) nar. 930/935 zm. 9. února 994 |  |